# Mário Machungo
Mário Fernandes da Graça Machungo, né le 1er décembre 1940 et mort le 17 février 2020

,, est un homme politique mozambicain qui occupe plusieurs postes gouvernementaux importants dans les années 1970, 1980 et 1990.

## Biographie
Après avoir occupé différents portefeuilles ministériels de premier plan entre 1974 et 1986, il est nommé Premier ministre le 17 juillet de la même année, fonction qu'il occupe jusqu'au 16 décembre 1994,.
Machungo meurt le 17 février 2020 à l'âge de 79 ans.